# Lai da Chazfora
Der Lai da Chazfora (rätoromanisch lai für ‚See‘ und chazfora ‚Schaumkelle‘, wohl aus Sassforà umgedeutet) ist ein Bergsee im Val Müstair, oberhalb von Tschierv im Kanton Graubünden in den schweizerischen Alpen. Er liegt auf 2595 m ü. M.

## Lage und Umgebung
Der See liegt in den Ortler-Alpen, eingebettet zwischen Piz Turettas, Piz Chazforà und Piz Dora. 

## Zugang

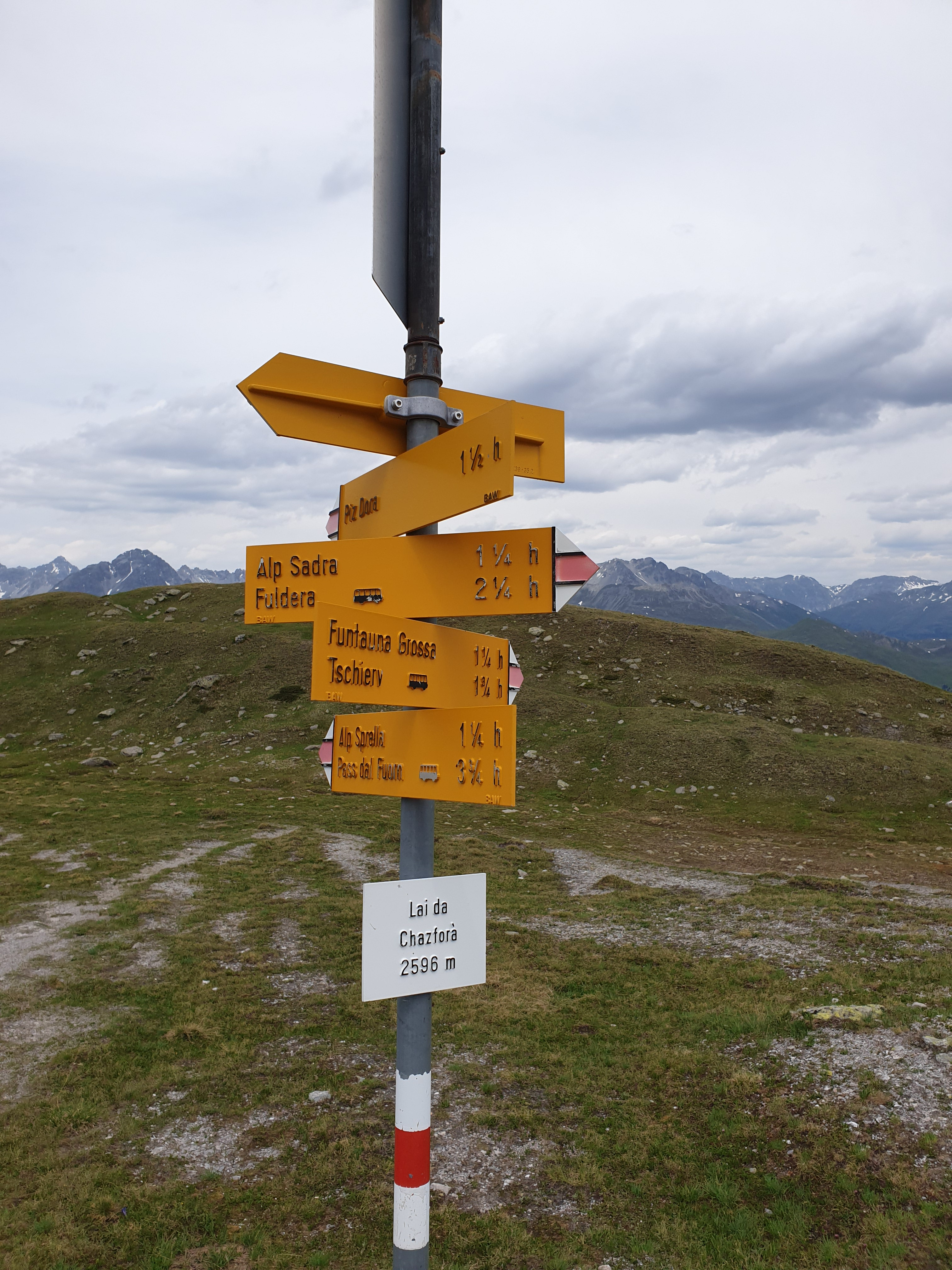
Wegweiser beim Lai da Chazfora

### Von Tschierv
- Ausgangspunkt: Tschierv (1660 m)
- Via: Funtauna Grossa, Lai Zoppa
- Schwierigkeit: T3, als Wanderweg weiss-rot-weiss markiert
- Zeitaufwand: 2¾ Stunden

### Von Fuldera
- Ausgangspunkt: Fuldera (1638 m)
- Via: Sadra, Alp Sadra, Muntet
- Schwierigkeit: T3, als Wanderweg weiss-rot-weiss markiert
- Zeitaufwand: 3 Stunden

### Durch das Val Mora
- Ausgangspunkt: Valchava (1440 m) oder Ofenpass (2149 m)
- Via: Val Mora, Alp Sprella (2094 m)

1. Von Valchava via Las Clastras, Praveder, La Stretta, Alp Sprella
2. Vom Ofenpass via Davo Plattas, Döss da las Plattas (2296 m), Alp Mora, Alp Sprella

- Schwierigkeit: T3, als Wanderweg weiss-rot-weiss markiert
- Zeitaufwand:

1. 5½ Stunden von Valchava
2. 4 Stunden vom Ofenpass